# Звјездан Цветковић
Звјездан Цветковић (Карловац, 18. април 1960—Загреб, 27. фебруар 2017) био је југословенски и српски фудбалер, фудбалски тренер и спортски радник.

## Каријера
Фудбал је почео да игра у Карловцу, а професионалну каријеру започео је у Динамо Загребу, где се афирмисао. За Динамо је играо на позицији левог бека и штопера, од 1980. до 1987. године и са њим је освојио првенство Југославије 1981/82. и Куп Југославије у сезони 1982/83. Наредне три сезоне, од 1987. до 1990. године играо је као првотимац Валдорма из Манхајма, где је на 65 првенствених утакмица постигао 1 погодак.
За репрезентацију Југославије одиграо је девет утакмица и постигао један гол. Играо је на четири утакмице за јуниорску, две за младу, три олимпијску и четири за „Б” репрезентацију Југославије. Дебитовао је 17. новембра 1982. године на утакмици против селекције Бугарске, а последњу утакмицу одиграо 29. августа 1987. године против репрезентације Совјетског Савеза. Гол за репрезентацију постигао је на мечу против Велса, 15. децембра 1982. године.
Након што је завршио фудбалску каријеру, у Загребу је завршио Вишу тренерску школу, био помоћни тренер, спортски директор и клупски скаут. Био је тренер Динамо Загреба у сезони 2004/05 на 10 првенствених кола, након тога тренер Сопота и 2011. године тренер Борца Бања Лука.
Његов брат је Борислав Цветковић, бивши фудбалер и фудбалски тренер.

## Трофеји
Динамо Загреб
- Првенство Југославије: 1981/82.
- Куп Југославије: 1982/83.